# Triple & Touch
Triple & Touch är en svensk musik- och underhållningsgrupp från Göteborg. 

## Historik
Gruppen bildades 1983 och består numera av Ken Wennerholm och Göran Rudbo. Tidigare var också Håkan Glänte (slutade 1989) och Lasse Kronér (medlem 1985–1999) medlemmar. Alla fyra körade på Björn Afzelius album Don Quixote 1988 och medverkade även på dennes turné 1989. Triple & Touch har också utgivit några musikalbum.

### Melodifestivalen
Tillsammans med Lotta Engberg tävlade de i Melodifestivalen 1988, där de sjöng sången "100%" och slutade på tredje plats. Gruppen var också programledare för Melodifestivalen 1993. Både Rudbo och Kronér har tävlat i Melodifestivalen med skilda bidrag efter detta. 

### TV-underhållning
Åren 1991–1993 var Triple & Touch värdar för underhållningsprogrammet Musikjägarna. 
Duon Wennerholm/Rudbo ledde år 2000 ett sommarunderhållningsprogram från Trädgårdsföreningen i Göteborg. Under flera säsonger 2005–2008 har Rudbo/Wennerholm varit med i orkestern i tv-programmet På spåret. 
Håkan Johansson, numera Håkan Glänte, har sedan han slutade i gruppen 1989 gjort diverse produktioner, skrivit vinjettmusik för TV, bland annat till Diggiloo, På spåret, Filmkrönikan, Prat i Kvadrat, Parlamentet och Guldbaggegalan.
När Lasse Kronér slutade 1999, övertog han programledarskapet för TV-programmet Bingolotto efter Leif "Loket" Olsson, och senare som både skapare och programledare av Doobidoo.

## Diskografi

### Album
- 1993 – T&T.[3]

- 1996 – 1000 gånger.[4]

- 1998 – De 3 vise männen.[5]

- 2000 – Duetter i stereo (Border Music).[6]

- 2003 – Livekonsert med Triple & Touch, tillsammans med 100 stråkar, Smyrnas storband, Bandmaskinen och Vipskören.[7]

### Singlar
- 1988 – 100%, tillsammans med Lotta Engberg.[8]

- 1989 – Pata–Pata (Headline Records).[9]

- 1990 – Vi vill se Frölunda.[10]

- 1993 – Coola ner.[11]

- 1993 – Ungmön dansar.[12]

- 1993 – Laika.[13]

- 1999 – Nu tändas tusen juleljus, tillsammans med Sissel Kyrkjebø, Oslo Gospel Choir, Kim Sjøgren och The Little Mermaid String Quartet.[14]

- Gärdebylåten/Shosholoza, tillsammans med Star School Choir.[15]